# Vidovići (Bosansko Grahovo, BiH)
Vidovići su naseljeno mjesto u općini Bosansko Grahovo, Federacija Bosne i Hercegovine, BiH.

## Povijest
Jedno veće rimsko naselje razvilo se i u Vidovićima pored ceste. Cesta je dolazila od Budruma kod Knina dolinom Butišnice, penjala se na Grahovsko polje najkraćim pravcem i izlazila kod Vidovića. Dalje je cesta išla prema selu Peći, zatim Resanovcima (na obe lokacije su pronađeni miljokazi) i dalje dolina Unca, Petrovačko polje, dolina Sane i završavala u Sisku. Naselje leži na ravnom i otvorenom zemljištu, oko 2,5 km sjevernije od Vidovića na lokalitetu Pločevice (šire područje Rust). Dimenzije su mu 800x300 metara. Tu je nađeno obilje građevinskog materijala iz rimskog perioda (opeka, keramika). Tu se vjerojatno nakon teškog uspona iz doline Butušnice razvila manja aglomeracija sa zadatkom da održava cestu, što bi mogli potvrditi i nalazi troske iz kovačnica koje su radile za potrebe putnika. Na južnom kraju naselja bilo je vrelo Begovac koje je također zadovoljavalo život stanovnika. U ovom su naselju 1973 otkopane dvije zgrade, naslonjene jedna na drugu, debljine zidova 0,5 metara.

## Stanovništvo

### 1991.
Nacionalni sastav stanovništva 1991. godine, bio je sljedeći:
ukupno: 89
- Srbi - 85
- Jugoslaveni - 4

### 2013.
Nacionalni sastav stanovništva 2013. godine, bio je sljedeći:
ukupno: 18
- Srbi - 16
- Hrvati - 2